# Tanytarsus trifidus
Tanytarsus trifidus är en tvåvingeart som beskrevs av Freeman 1958. Tanytarsus trifidus ingår i släktet Tanytarsus och familjen fjädermyggor. Inga underarter finns listade i Catalogue of Life.